# William Dunham
William Dunham (1947) es un escritor estadounidense originalmente dedicado al área matemática de la topología, pero que finalmente canalizó sus intereses hacia la historia de la matemática. Ha recibido muchos premios como escritor y profesor en este tema.

## Educación
Dunham recibió su título de grado en la Universidad de Pittsburgh en 1969, su maestría en la Universidad Estatal de Ohio en 1970, y su doctorado en la misma institución en 1974.[cita requerida]

## Trabajo como escritor
Dunham recibió el premio American Association of Publishers al Best Mathematics Book en 1994, al «mejor libro matemático», por su obra The Mathematical Universe. En su libro Euler: The Master of Us All examina los detalles del trabajo del famoso matemático Leonhard Euler.
En 2007, Dunham dio una conferencia sobre la fórmula producto-suma de Euler y su relación con la teoría de números analítica, y discutió la evaluación de Euler de una integral no trivial en la celebración del «Año de Euler» celebrado por la Sociedad Euler. Publicó además un capítulo titulado «Euler and the Fundamental Theorem of Algebra» (acerca del teorema fundamental del álgebra) en el libro The Genius of Euler publicado en 2007 en conmemoración del 300º aniversario de Euler.

## Publicaciones
- Dunham, William (1990), Journey Through Genius: The Great Theorems of Mathematics (1st edición), John Wiley & Sons, ISBN 0-471-50030-5..
- Dunham, William (1994), The Mathematical Universe (1st edición), John Wiley and Sons, ISBN 0-471-53656-3.
- Dunham, William (1999), Euler The Master of Us All (1st edición), Mathematical Association of America, ISBN 0-88385-328-0.
- Dunham, William (2007), "Euler and the Fundamental Theorem of Algebra" in The Genius of Euler: Reflections on his Life and Work, Mathematical Association of America, ISBN 0883855585.